# Arkaden
Arkaden er et tidligere diskotekskompleks på Vestergade i det centrale Odense. Stedet lukkede i januar 2012.
Komplekset bestod af syv barer og diskoteker: Jaguar Bar, Musikhuset, Dr. Jones, Møllen, Piano Bar, Santa Maria og Zebra Bar. På torvet i Arkaden fandtes yderligere to barer samt en stor scene, hvor der ofte blev afholdt koncerter.
Området omkring Arkaden var blandt Danmarks mest voldeligste med 134 anmeldte tilfælde af vold i 2007 
Arkaden var ejet i fællesskab af 7 restauratører. Bygningen ejes af Karsten Bill Rasmussen.
Efter at have stået tom siden 2012 åbnede det igen i 2019 og med street food-boder under navnet Arkaden Street Food.